# 八栗站
八栗站（日语：／ Yakuri eki */?）是一個位於日本香川縣高松市、屬於高松琴平電氣鐵道（琴電）志度線的鐵路車站，車站編號為S08,屬於設有站員當值的有人車站，可於站內的售票窗口處理與IruCa相關的發售及票務事宜，也是琴電制度下的「途中下車指定站」之一。
車站正門對出是將與牟禮川連合的支流「川源川」，所以另建有一座小小的跨河橋以通往川源川對岸。而站房外旁的空則擺放了多座以當地出產的「庵治石」作成了公共藝術作品。

## 車站結構

### 站房
以石為基座、鐵架及夾板所建成的單層站房1座，採用開放式玄關，中間為售票大堂，設有自動售票機及收費電話亭；右側為洗手間；左側為服務窗口、站務室及開放式閘口。通過閘口後，須步行一段有蓋通道（為無障礙斜道，共兩條）後才到達往志度方向的月台。往瓦町的月台則再通過平交道前往。

### 月台
設有側式月台2座，長度約為45米，剛好能停靠一列3輛編成的列車，列車全以左側入站。
| 月台 | 路線     | 方向 | 目的地             | 備註 |
| ---- | -------- | ---- | ------------------ | ---- |
| 1    | ■ 志度線 | 上行 | 瓦町方向           |      |
| 2    | ■ 志度線 | 下行 | 大町、琴電志度方向 |      |

## 歷史
- 1911年11月18日：隨東讚電氣軌道今橋站～志度站開通而開業[1]。
- 1945年1月26日：被指為不要不急線，由本站至志度站一段路段休止。
- 1949年10月9日：重新投入服務。

## 使用狀況
近年每日用人數介於900-1000人次之間，於志度線車站內排行第5。
| 1日上落人數推斷 | 1日上落人數推斷 |
| 年度            | 1日平均人數     |
| --------------- | --------------- |
| 2011            | 984             |
| 2012            | 987             |
| 2013            | 951             |
| 2014            | 925             |
| 2015            | 957             |
| 2016            | 968             |
| 2017            | 967             |
| 2018            | 930             |
| 2019            | 941             |
| 2020            | 733             |
| 2021            | 733             |
| 2022            | 790             |

## 相鄰車站
高松琴平電氣鐵道（琴電）
■志度線
古高松 (S07) - 八栗 (S08) - 六萬寺 (S09)

## 關連條目
- 八栗口站：JR四國高德線的車站，位於本車站東南方約1.5公里，兩者完全沒有關連。
- 八栗新道站：志度線內的另一個車站，路程相距2.6公里，可與JR四國高德線的讚岐牟禮站轉乘。

## 外部連結
- 高松琴平電鐵八栗站資訊 （页面存档备份，存于）（日語）